# پراکیا پینکائو
پراکیا پینکائو (تایلندی: ปรัชญา ปิ่นแก้ว؛ زادهٔ ۲ سپتامبر ۱۹۶۲) کارگردان فیلم، فیلم‌نامه‌نویس و تهیه‌کننده فیلم اهل تایلند است.